# Johannes Jentsch (Forstwissenschaftler)
Johannes Adolf Theodor Leberecht Jentsch (* 7. Juni 1881 in Wilkau; † 18. Mai 1965 in Leipzig) war ein deutscher Forstwissenschaftler und Hochschullehrer.

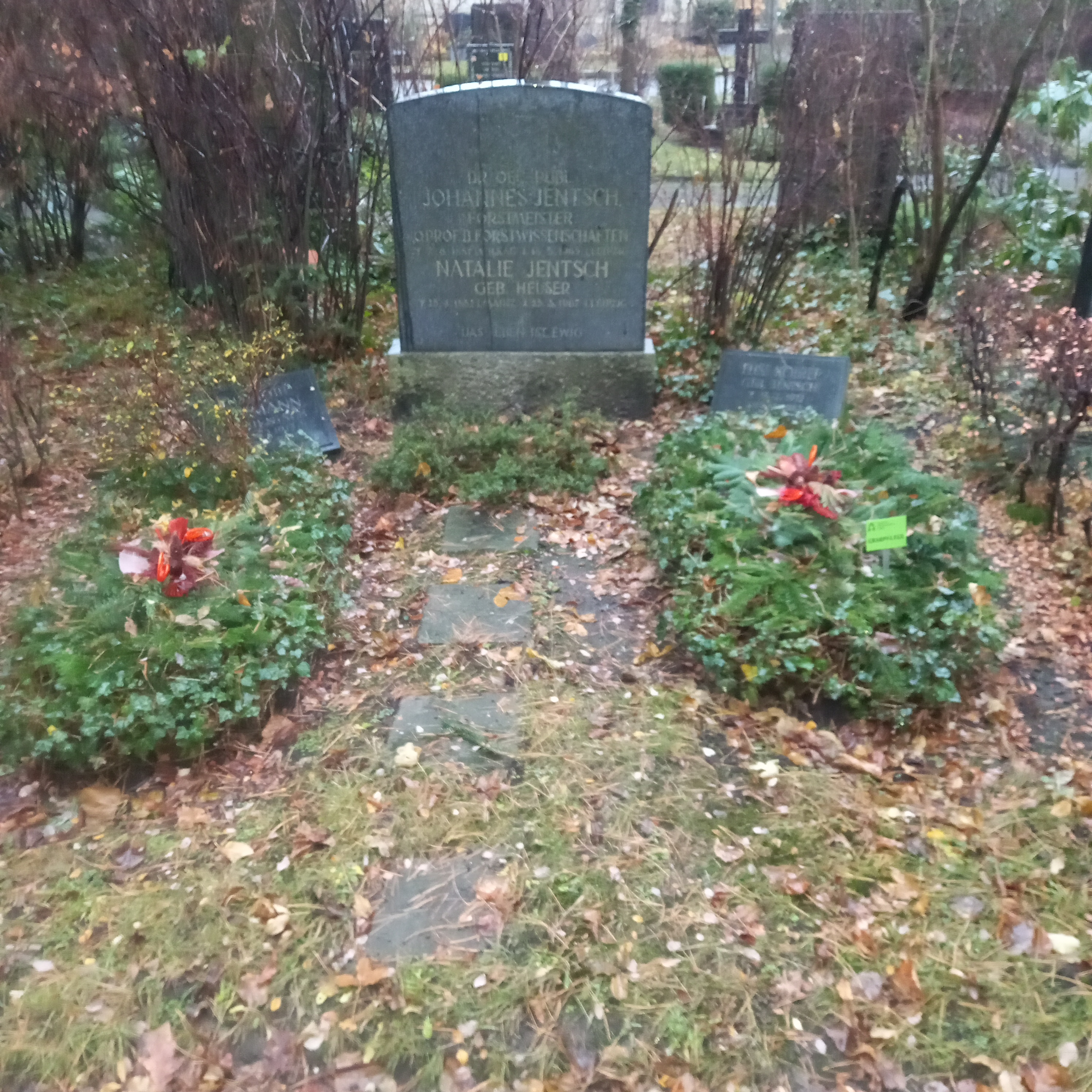
Das Grab von Johannes Jentsch und seiner Ehefrau Natalie geborene Helser auf dem Südfriedhof (Leipzig)

## Leben und Wirken
Nach dem Abitur in Wurzen und Militärdienst studierte er ab 1903 Forstwirtschaft an der Forstakademie Tharandt, wo er 1906 das Diplom ablegte und in den forstlicher Vorbereitungsdienst übernommen wurde. 1909 legte er die Staatsprüfung ab und promovierte 1911 zum Dr. oec. pub. an der Universität München. Im Anschluss war er – unterbrochen vom Kriegsdienst – bis 1920 als Taxator am Sächsischen Forsteinrichtungsamt tätig.
1920 wurde Jentsch zum Revierförster in Bad Elster ernannt und 1922 Forstmeister in Adorf/Vogtl. 1927 folgte er dem Ruf als ordentlicher Professor für Forstwirtschaft und Direktor des Instituts für Forstverwaltung an der Forstlichen Hochschule Tharandt, das ab 1929 zur Technischen Hochschule Dresden gehörte. Er war zugleich Vorsteher der Abteilung für Forstverwaltung der Forstlichen Versuchsanstalt Tharandt und Vorsteher des Forstamtes Tharandt. Zum 1. Mai 1933 trat er der NSDAP bei (Mitgliedsnummer 1.957.164), im selben Jahr unterzeichnete er auch das Bekenntnis der deutschen Professoren zu Adolf Hitler. 1939 erfolgte seine Einberufung zur Wehrmacht. 1945 wurde er aufgrund seiner Parteimitgliedschaft vorzeitig aus dem Hochschuldienst entlassen.
Bekannt wurde Jentsch vor allem durch das von ihm während seines Aufenthaltes in Adorf zwischen 1922 und 1927 begründete „Adorfer Verfahren“.

## Schriften (Auswahl)
- Fruchtwechsel in der Forstwirtschaft. Eine waldbaupolitische Studie. Springer, Berlin 1911.
- Vorwort. In: Geschichte der Organisation der Sächsischen Staatsforstverwaltung. Dresden 1935.